# AH-IV
L'AH-IV è stato un tankette cecoslovacco da esportazione ideato negli anni trenta e impiegato sia durante la seconda guerra mondiale, sia in conflitti successivi, addirittura scendendo in campo nei primi anni '80.

## Storia

### Sviluppo
I lavori su un mezzo che potesse sostituire il Tančík vz. 33 iniziarono nel 1935, e due anni più tardi erano già stati costruiti e testati 4 prototipi con l'armamento in torretta piuttosto che in casamatta.

### Produzione
In totale furono costruiti, senza contare i quattro prototipi, 153 esemplari tra il 1936 e il 1938 e successivamente tra il 1949 e il 1950, tutti da parte della ČKD. Nessuno di essi fu però impiegato dall'esercito cecoslovacco: furono tutti venduti ad altre nazioni dentro e fuori l'Europa.

### Impiego operativo

#### In Iran
L'Iran ricevette 50 veicoli dei primi lotti durante il 1936 dopo l'invio iniziale di uno dei 4 prototipi. Sebbene sembri che abbiano avuto un uso limitato, andarono comunque ad arricchire l'embrionale inventario dell'esercito locale: furono tutti assegnati alla 1ª e 2ª divisioni di fanteria. Il governo iraniano, soddisfatto dei mezzi, emanò altri ordini per comprare tra i 100 e 300 AH-IV, ma le successive annessioni della Germania ai danni della Cecoslovacchia e lo scoppio del conflitto non permisero alcun incremento della forza corazzata. Le truppe iraniane li impiegarono durante la seconda guerra mondiale, quando il paese fu occupato da URSS e Gran Bretagna come misura precauzionale contro le influenze tedesche.

#### Con la Romania
La Romania ordinò circa 100 mezzi nell'aprile 1936, dei quali 36 erano stati modificati con l'aggiunta di una cupola per il capocarro. Un mese dopo però il governo rumeno stipulò un ordine con Škoda, rivale della CKD; in contemporanea fu rivisto il contratto con quest'ultima per l'acquisto e l'importazione di 35 veicoli (il cui nome era stato modificato in AH-IV-R). I tankette cominciarono ad arrivare nel paese dal tardo 1937, ma l'entrata in servizio effettiva fu ritardata dalla riesamina e modifica di alcune specifiche: fu rimossa la cupola del comandante, la corazza ebbe spessori compresi tra i 5 e i 12 mm e l'originale motorizzazione fu rimpiazzata con un apparato da 50 hp: ciò comportò un calo del peso a 3,5 tonnellate e il raggio operativo decrebbe a 160 chilometri. L'esercito rumeno fece entrare in servizio i veicoli nell'estate del 1938 con il nominativo R-1 e mansioni di ricognizione: le brigate di cavalleria 5ª, 6ª e 8ª ricevettero sei mezzi ciascuna, mentre la 1ª, 7ª e 9ª ne ebbero quattro ognuna; nel settembre 1940 però 6 unità andarono perdute quando l'URSS invase e annesse la provincia della Bucovina.
In seguito la fabbrica Malaxa richiese alla CKD la licenza per l'AH-IV ma il processo fu inficiato da cavilli legali e solo un accordo di massima fu stipulato nel febbraio 1939; ulteriori complicazioni ritardarono la consegna dei progetti all'ottobre dello stesso anno, e la scomparsa della Cecoslovacchia dalla carta politica europea aggravò l'inoltro degli stessi. Alla fine, a causa dell'intervento attivo della Romania nella seconda guerra mondiale a fianco della Germania nazista, fu possibile costruire solo prototipo, realizzato con parti sfuse di altri mezzi.
Gli AH-IV furono schierati con le truppe che operarono sul fronte orientale: qui dimostrarono di essere decisamente superati sia dal punto di vista tecnico, sia per la mediocrità di armamento e protezione. A ottobre del 1941 erano rimasti per la maggior parte impantanati o abbandonati per guasti meccanici, ma 29 furono recuperati e rinviati al fronte nel marzo 1942 dopo le dovute riparazioni. Parteciparono all'avanzata nel Caucaso e alla catastrofica Battaglia di Stalingrado, dopo la quale la gran parte fu distrutta o danneggiata dall'Armata Rossa, lasciando pienamente operativi solo 2 o 3 esemplari. Furono ritirati dalla prima linea su decisione del Centro Addestramento Cavalleria, che riuscì a reimmetere in servizio 15 unità: queste vennero utilizzate per compiti d'addestramento dalla primavera 1943. A novembre fu progettato di convertirli in TACAM R-1 ma la proposta decadde per l'obsolescenza della base semovente; più tardi, nel marzo 1945, 11 carri furono prelevati dai depositi e inviati al 2º reggimento corazzato, che li impiegò in Austria e Cecoslovacchia contro i tedeschi. Almeno due presero parte all'attacco contro Bratislava

#### In Svezia
Nel gennaio 1937 una missione militare svedese fu inviata da Stoccolma per decidere quale fosse il miglior carro armato straniero da acquistare per dotare la Svezia di forze corazzate. Sebbene interessati al Panzer I, i militari lo scartarono per i costi troppo elevati; durante il viaggio però il maggior generale Gillner, dello stato maggiore dell'artiglieria, venne a sapere dell'AH-IV e a marzo riuscì a presenziare a un collaudo del mezzo assieme al modello sperimentale dell'LT vz. 38: a luglio fu accordata al governo svedese una licenza per produrre quarantasei veicoli e due prototipi vennero inviati separatamente. Con la nuova denominazione Stridsvagn m/37 e adoperando parti originali importate, gli AH-IV furono dotati di una corazzatura più spessa, di un più potente motore diesel Volvo (80 hp) e di due mitragliatrici Ksp m/36 da 8 mm, entrambe in torretta. Rimasero in servizio fino al 1953.

#### In Etiopia
L'Etiopia dispose l'arrivo di alcuni AH-IV subito dopo la fine del conflitto; giunti nel 1948 ed entrati in servizio due anni dopo, i veicoli (indicati come AH-IV-Hb) cecoslovacchi presentavano, a differenza dei modelli prebellici, un'armatura saldata ed erano spinti da un diesel da 65 hp. In questo paese gli AH-IV ebbero il loro servizio più longevo, visto che furono schierati durante la guerra dell'Ogaden nel 1977 e i conflitti di confine con la Somalia nel 1982. Il loro ritiro risale probabilmente al 1985.

## Caratteristiche
Il nuovo veicolo AH-IV, dal peso complessivo di circa 4 tonnellate, aveva due uomini di equipaggio: il guidatore alloggiava nella parte anteriore sinistra dello scafo mentre il comandante trovava posto su un sedile in torretta. Essa era posta centralmente su una sovrastruttura dalle superfici molto squadrate per permettere la compartimentazione interna in vano motore, camera da combattimento e zona guida. L'armamento consisteva in due mitragliatrici da 7,92 mm di vari modelli, una in torretta (ZB vz. 35 o vz. 37) e una con snodo a sfera in casamatta (ZB vz. 26 o vz. 30) per le quali erano disponibili 3.000 cartucce. Lo spessore della corazza formata da piastre rivettate andava da un minimo di 8 millimetri a un massimo di 15, offrendo dunque scarsa protezione contro qualsiasi tipo di arma, non escluse anche quelle della normale fanteria. Il treno di rotolamento era composto da 4 grandi ruote portanti, un singolo rullo tendicingolo, ruota motrice anteriore, di rinvio posteriore e sospensioni con molle a balestra. Il motore, un Praha RHP da 6 cilindri a benzina che spingeva l'AH-IV a una velocità massima di 45 km/h, era collegato a un sistema di trasmissione Praga-Wilson 5 il cui cambio contava una retromarcia e cinque marce avanti.